# جوزيف لونش
جوزيف لونش (بالإنجليزية: Joseph Lynch)‏ هو متزلج فني أمريكي، ولد في 29 مارس 1985 في بلينفيو في الولايات المتحدة.

## وصلات خارجية
- جوزيف لونش على موقع الاتحاد الدولي للتزلج (الإنجليزية)